# Исаия (Путилов)
Игумен Исаия (в миру Ио́на Ива́нович Пути́лов; 1786—1858) — игумен Саровской пустыни Русской православной церкви. Родной брат оптинских старцев Антония и Моисея.

## Биография
О его мирской жизни сведений почти не сохранилось, известно лишь, что Иона Путилов родился 30 октября (10 ноября) 1786 года в городе Москве или, согласно «Православной энциклопедии», в городе Борисоглебске Ярославской губернии в купеческой семье.

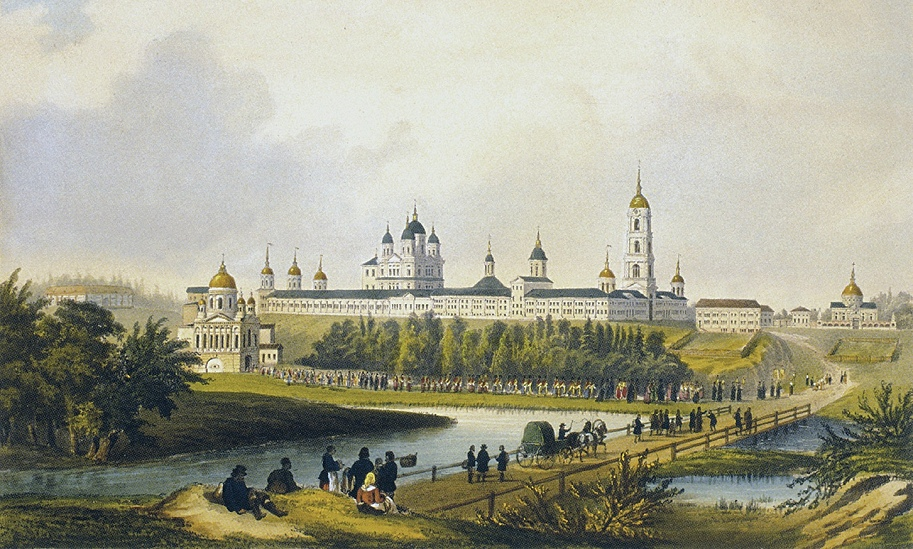
Саровская пустынь в 1860-е
(художник Ж. Лемерсье)

В 1805 году Иона Иванович Путилов поступил в Свято-Успенскую Саровскую пустынь и жил в ней безвыходно более пятидесяти лет. 6 сентября 1812 года он постригся в монашество с именем Исаия, в 1813 году рукоположен в иеродиакона, а в 1815 году — в иеромонаха.
С 1822 года Исаия Путилов был казначеем, в 1842 году единогласно избран в строители пустыни и 15 августа 1846 года произведен в сан игумена обители. Исаия Путилов был примером для иноков по трудолюбию, чистоте и строгости своей истинно подвижнической жизни.
После него осталась рукопись, содержащая защиту монашества от всех нападений на него.
Исаия Путилов умер 16 (28) апреля 1858 года.